# Osorkon II.
Osorkon II. Usermaatra Setepenamón byl pátým egyptským faraonem 22. dynastie v období Třetí přechodné doby , kdy byl Egypt rozdělen na dvě relativně samostatné části. Horní Egypt ovládali kněží v Thébách a Dolní Egypt, kde si vládce přisvojoval tradiční titul faraona. Sídlo Osorkona II. bylo v Bubastis, ve východní části nilské delty. Vládl přibližně v letech 872–842 př. n. l. 

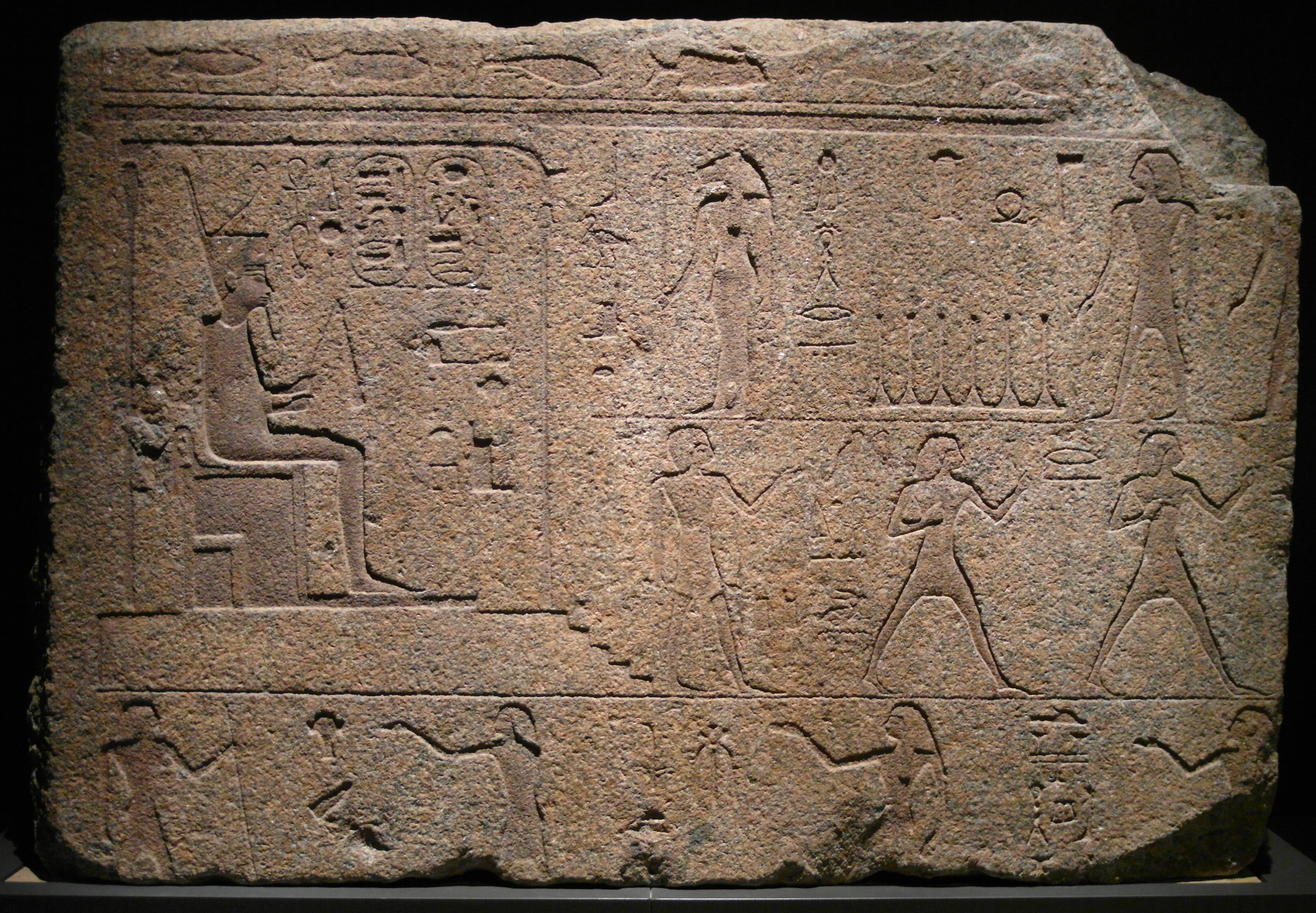
Osorkon II. při oslavě svátku Heb-sed; chrám Bastet v Bubastis

## Vláda
Trůnu se ujal po otci Takelotovi I. Asi ve čtvrtém roce vlády se stal vládcem Horního Egypta velekněz Amona Herisies v Karnaku ( syn Šešonka II.) jeho bratranec a prohlásil se faraonem. Vzájemné vztahy se vyostřily. Teprve po smrti Hersiese (~860 př. n. l.) Osorkon II. upevnil svou pozici. Účelově za nástupce velekněze Herisese jmenoval veleknězem Amona svého syna Nimlota a dalšího syna Šešonka veleknězem boha Ptaha v Memfis. Tím sjednotil vládu nad celým Egyptem. 

Egypt uplatňoval svůj mocenský zájem do zemí zasahujících Palestinu a Sýrii a v době vlády Osorkona II. (ovšem i jeho následníků) se střetával s narůstajícím vzestupem Asyrie a její expanse do jižních zemí. K většímu vojenskému boji došlo ~853 př. n. l. u města Karkery . Egyptské vojsko a další spojenečtí králové z Levanty postup Asyřanů, vedených Salmanassarrem III., zastavily. . Bylo ovšem obvyklé, že si obě strany, ve svém pojetí výsledku bitvy, vítězství připsaly na svou stranu. Významný vliv Asyřanů v Egyptě se prosadil až ve 23. dynastii.

## Stavby monumentů
Nejvýznamnější stavbou Osorkon II. byl chrám kočičí bohyni Bastet v Bubastis, kde nechal vystavět monumentální síň z červené žuly, vyzdobenou reliefními scénami sebe a své manželky Karomamy, k příležitosti jubilea svátku Heb-sed v 22. roce své vlády. Jeho další stavby se nacházejí v Memfis, Tanis, Thébách a také v Leontopolis. Votivní nápisy Osorkona II. se zachovaly na různých místech v Egyptě. U druhého pylonu chrámu v Karnaku je obelisk, na němž je nápis, že v 15. roce vlády Osorkona II. došlo k Zatmění Měsíce.

## Hrobka
Hrobku Osorkona II. v Tanisu (NRT I) otevřel P. Montet v roce 1939 . Kromě sarkofágu z masivní žuly a víkem z recyklované sochy z Ramessovského období 20. dynastie a několika fragmentů z kanopický nádob, se nic víc nenalezlo. Hrobka byla vyloupena.

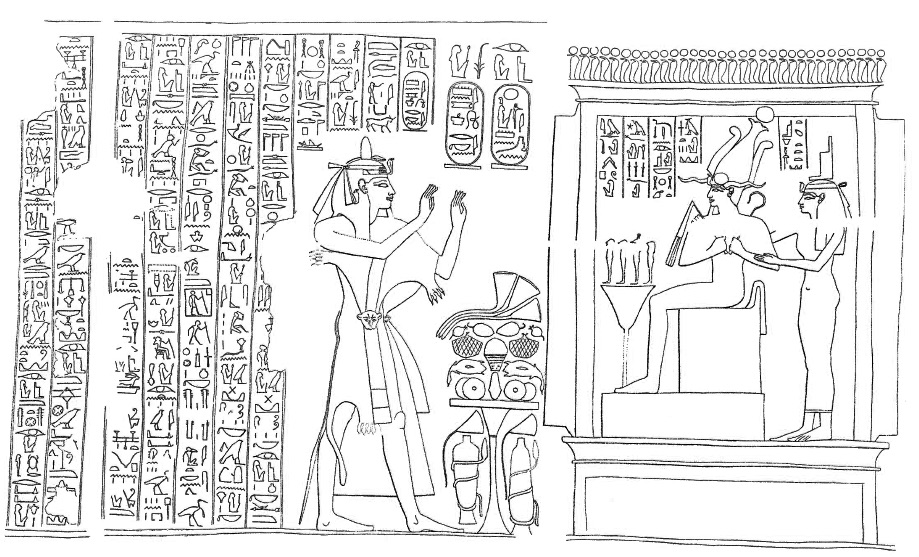
Osorkon II obětuje Usirovi a bohyni Isis; nápis z hrobky NRT I., Tanis;

## Fotogalerie

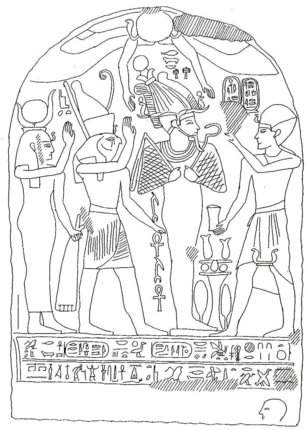
Osorkon II. před bohyní Hathor a bohem Horem přijímá dary ke svátku Heb-sed
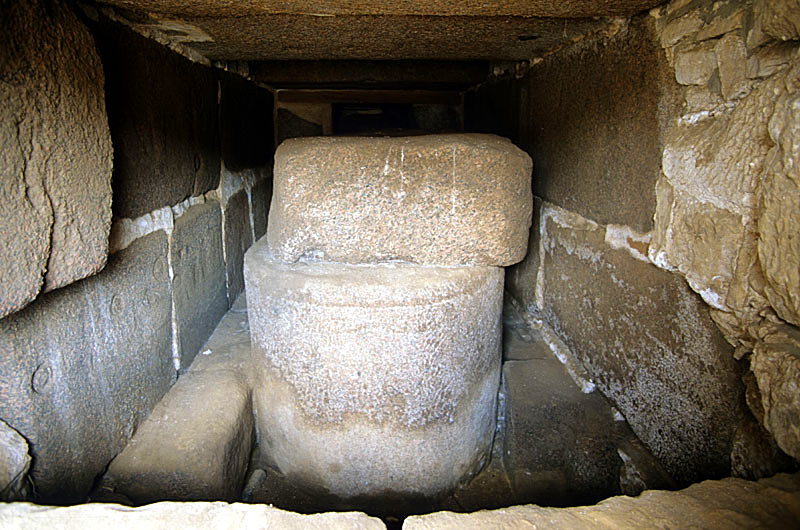
Sarkofág v hrobce NST I, Tanis
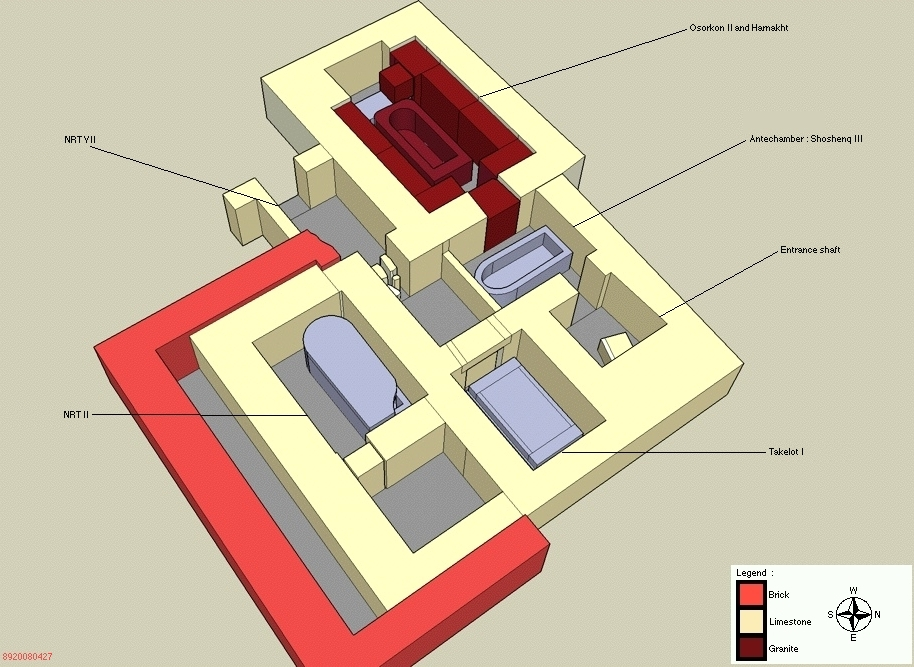
Model hrobky NRT I v Tanis
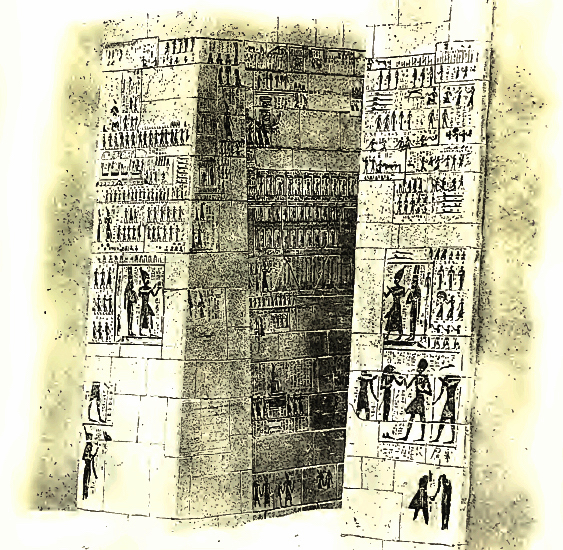
Reliefy v chrámu Bastet, Tanis; E.Naville, 1892
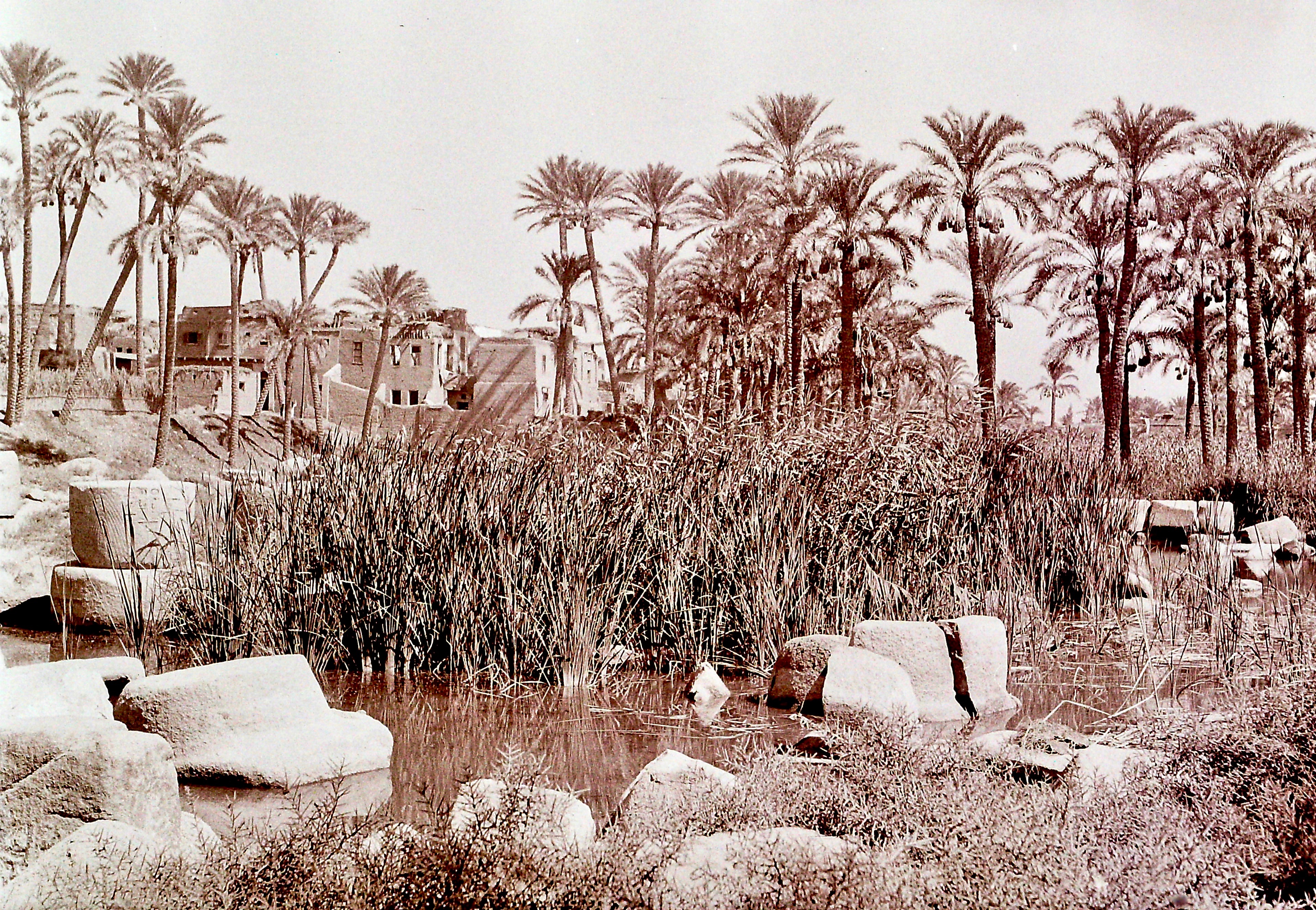
Trosky Ptahova chrámu v Memfis, v pozadí vesnice Mit-Rahín; stav roce 1975
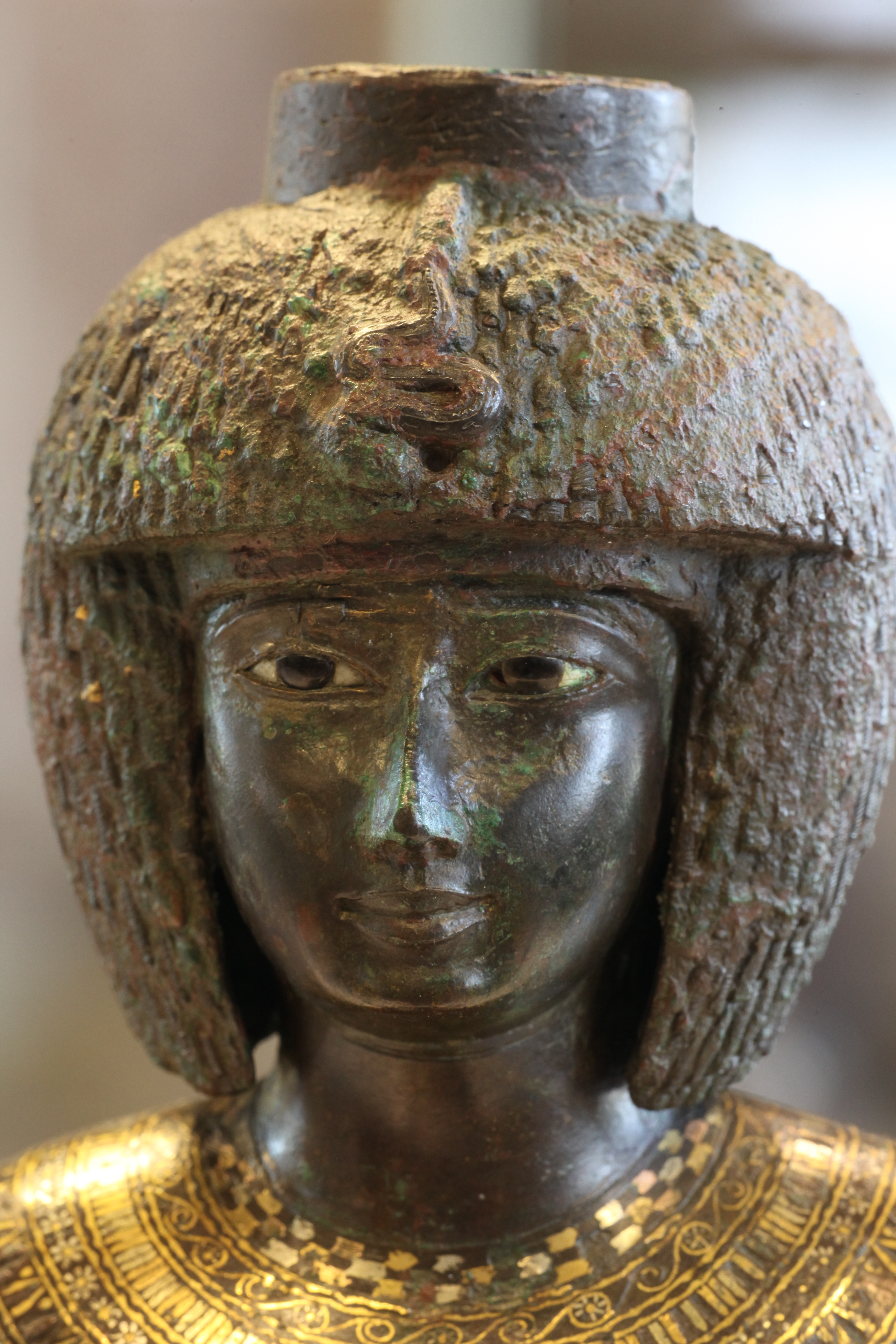
Busta královna Karomama, manželka Oseorkona II.; bronz, zlato, elektron
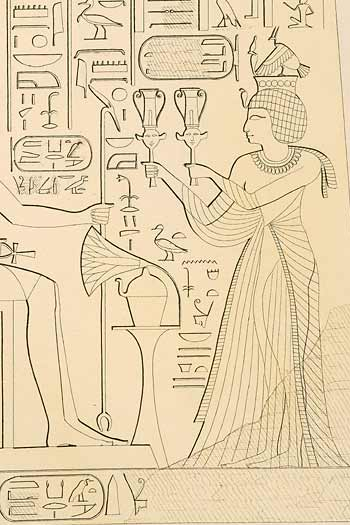
Velekněžka Amona Karomama Meritmut; Lepsius 1913